# União de Guaratiba
O Grêmio Recreativo Bloco Carnavalesco União de Guaratiba foi um bloco de enredo e escola de samba da cidade do Rio de Janeiro, sediada no bairro de Guaratiba, Zona Oeste da cidade.  

## História
Fundada a 23 de dezembro de 1974, a agremiação foi criada como um bloco de enredo, tendo se sagrado campeã dessa categoria carnavalesca em duas oportunidades: 1987 e 1992. Posteriormente, transformou-se em escola de samba.
Após terminar em décimo e último lugar no Grupo E em 2004, ficou suspenso por quatro carnavais, retornando aos desfiles da AESCRJ em 2009. Na sua aguardada volta, a agremiação terminou na última colocação (8º lugar) do grupo com 151,6 pontos. Por conta disso foi novamente suspensa em 2010.
Retornando em 2011, chegou a anunciar um enredo sobre a gastronomia, mas por fim a diretoria decidiu apresentar como enredo a história de vida de Monteiro Lobato. Naquele ano, a ASCRJ aprovou um regulamento que previa o rebaixamento das últimas escolas a bloco de enredo, e foi o que aconteceu com a União de Guaratiba, que passou novamente à condição de bloco. Desfilou mais uma última vez, com um enredo que abordava o bairro da Lapa. Após o novo rebaixamento, desta vez para o segundo grupo dos blocos de enredo, a agremiação encerrou suas atividades.

## Carnavais
| Ano                         | Colocação                   | Grupo                       | Enredo | Carnavalesco                | Intérprete                  | Ref.        |
| --------------------------- | --------------------------- | --------------------------- | --- | --------------------------- | --------------------------- | ----------- |
| 1996                        | 3º lugar                    | E                           | Oh! Divina luz que me seduz                                                                                     |                             |                             |             |
| 1997                        | 4º lugar                    | E                           | Esse Rio é meu! Rio 2004 eu também quero                                                                        |                             |                             |             |
| 1998                        | 4º lugar                    | D                           | Fogo, água, terra e ar: fontes da vida                                                                          | Silvio Rudnet               | Andrezinho Show             | [ 1 ]       |
| 1999                        | 8º lugar                    | D                           | O mundo mágico das cores                                                                                        | Silvio Rudnet               | Andrezinho Show             | [ 1 ]       |
| 2000                        | 11º lugar                   | D                           | De Pascoal a Cabral, terra à vista Brasil                                                                       | Cicinho                     | Andrezinho Show             | [ 2 ]       |
| 2001                        | 4º lugar                    | E                           | Atlântida: lendas, mitos e mistérios do paraíso perdido                                                         | Hércules de Lima            | Andrezinho Show             | [ 3 ]       |
| 2002                        | 6º lugar                    | E                           | Brilha a luz, reluz o ouro, salve Oxum e seus tesouros                                                          | Fábio Paradelas             | Andrezinho Show             | [ 4 ]       |
| 2003                        | 8º lugar                    | E                           | Sacode, mexe-mexe vamos ver o que vai dá. Na era dos zodíacos cada um tem seu lugar                             | Fábio Paradelas             | Andrezinho Show             | [ 5 ]       |
| 2004                        | 10º lugar                   | E                           | Não há mal que sempre dure e que uma fezinha na sorte não cure                                                  | Alberto Rodrigues           | Andrezinho Show             | [ 6 ]       |
| Suspensa entre 2005 e 2008. | Suspensa entre 2005 e 2008. | Suspensa entre 2005 e 2008. | Suspensa entre 2005 e 2008.                                                                                     | Suspensa entre 2005 e 2008. | Suspensa entre 2005 e 2008. | [ 1 ]       |
| 2009                        | 8º lugar                    | E                           | Lendas e segredos do menino príncipe dos rios e matas - Logunedé                                                | Cláudio Fontes              | Andrezinho Show             | [ 1 ]       |
| Suspensa em 2010.           | Suspensa em 2010.           | Suspensa em 2010.           | Suspensa em 2010.                                                                                               | Suspensa em 2010.           | Suspensa em 2010.           | [ 1 ]       |
| 2011                        | 11º lugar                   | E                           | Eu conto um conto e mostro um ponto. Com pó de pirlimpimpim a fantasia chegou. Monteiro Lobato história sem fim | Renato Reis                 | Andrezinho Show             | [ 7 ] [ 8 ] |
| 2012                        | 8º lugar                    | 1−Bloco                     | Lapa, o Berço da Boêmia Carioca. Lapa de Hoje, a Lapa de Outrora, a Lapa que revivemos agora                    | Renato Reis                 | Andrezinho Show             | [ 9 ]       |
| Parou de desfilar           |                             |                             | |                             |                             |             |